# ニール・ハンティントン
ニール・オルデン・ハンティントン（Neal Alden Huntington 1969年2月4日 - ）は、MLBのピッツバーグ・パイレーツのゼネラルマネージャー （GM）（2007年10月 - 2019年10月）を務めた。

## 来歴
ニューハンプシャー州アマースト出身。1995年モントリオール・エクスポズ(現ワシントン・ナショナルズ)でスカウトとしてフロント入りした。その後クリーブランド・インディアンスで育成部長として活躍し、その後GM特別補佐に就任する。スカウティングと育成部門が強力なインディアンスを一気に引き受けグレイディ・サイズモアなど2007年に地区優勝したメンバーをトレードもしくは発掘に携わり、成果を上げる。
2007年10月、インディアンスでの育成のノウハウが買われてピッツバーグ・パイレーツに招かれると、前任のデーブ・リトルフィールドGMの解任を受けて後任に抜擢された。長期低迷のチーム改革はまず監督のジム・トレーシーの解任から始まった。解任の理由は規律を守らない若手を指揮し切れなかったのが最大の理由だった。続いて野手を育てず投手ばかり育成していた育成部長でリトルフィールドが解任された後に就任した臨時GMブライアン・グラハムとリトルフィールドの哲学に合っていたスカウトをすべて解任し、古巣インディアンスのスカウトや育成部門のほとんどを引き抜き、オーナー了承のもとフロント改革を断行した。
毎年ドラフトで上位選手を積極的に指名し、なおかつ指名した順位に基づく契約金を数倍にして提示し大学に進学する選手も強行指名し粘りに粘って入団することに成功したこともあり、就任して4年でファーム組織を改善することができた。
2012年9月、チームの連続負け越しをストップをかけて行われた秋季キャンプでマイナー選手100人を中心に海兵隊特殊部隊ネイビーシールズの元隊員に協力をもらい、軍隊式訓練を行った。リーダーシップとチームワークと精神力を鍛える目的だったが格闘技トレーニングや氷水を張った外野でダッシュでけが人が続出し、選手の家族やコーチの中から批判が上がった。
2019年10月に解任された。

## GMとしての特徴
若手の獲得は基本的にトレードが主体で2009年には多くのロースターを放出し、ファンからも怒りを買ったことがあるが現在は獲得した若手が活躍しており、売り時のタイミングのうまさに定評があり、若手獲得と経費削減を掲げている。特に中堅選手を獲得して再生するのも得意で毎年多くの選手が再生している。なお2011年ごろより上位争いをするのに主力クラスの選手（デレク・リーやジャスティン・モルノーなど）をトレードで獲得しており、有望株を使わずにほかの若手でまとめることが多い。なおFAは基本1、2年契約で安めにまとめるのが得意。

## トレードの成功例
- 2009年6月3日、パイレーツのリードオフバッターで中心選手だったネイト・マクラウスをアトランタ・ブレーブスのチャーリー・モートンとマイナー選手2人での交換トレードを実施。これがきっかけになり、パイレーツのファイヤーセールが始まるきっかけになり、多くのファンや選手から非難を浴びた。しかし翌年からはマクラウスが故障に悩まされ出場機会が激減した。モートンは2010年シーズンは壁にぶつかっていたが、2011年シーズンになり大ブレイク。マイナー選手の2人はすぐにメジャーに上がることはできなかったが、モートンを得ただけでも十分売り時のタイミングのうまさを掴むきっかけのトレードになった。また、前述のマイナー選手2人のうちの1人であるジェフ・ロックは、2013年に先発左腕として10勝を挙げてブレイクした。
- マクラウスを放出した後に行われた2009年6月30日、ナショナルズとの間で行われたナイジャー・モーガンとショーン・バーネットを放出し、ラスティングス・ミレッジとジョエル・ハンラハンを見返りに獲得した。ミレッジはレギュラーに定着できなかったが対左投手用のスタメン、代打で重宝されたり、ハンラハンはナショナルズではセーブ失敗が続いたが、移籍がきっかけになりリーグ屈指のクローザーに成長した。放出したモーガンはレギュラーに定着したり、バーネットは屈指のセットアッパーになるなど両チームが得るものがあり双方の成功例になった。
- 2012年2月19日、ニューヨーク・ヤンキースとのトレードでマイナー選手2人との交換でA.J.バーネットを獲得した。キャンプで負傷し補強失敗かと思われたが、最終的には16勝を上げ、若手投手陣のリーダーとして積極的に助言するなど若手の成長を後押しすることにつながった。

## FA獲得成功例
- 2012年シーズンオフにフランシスコ・リリアーノを獲得。度重なる故障で制球難がありギャンブルの声があったが、2013年シーズンに自己最高の16勝を挙げてカムバック賞を受賞するなど長くエース候補と言われながらも勝てなかったリリアーノはエースとしてブレイクした。